# Partido de Daireaux
Partido de Daireaux är en kommun i Argentina.   Den ligger i provinsen Buenos Aires, i den centrala delen av landet, 400 km sydväst om huvudstaden Buenos Aires. Antalet invånare är 15 857. Arean är 3 820 kvadratkilometer. Partido de Daireaux gränsar till Coronel Suárez och General La Madrid. 
Terrängen i Partido de Daireaux är platt.
Trakten runt Partido de Daireaux består till största delen av jordbruksmark. Runt Partido de Daireaux är det mycket glesbefolkat, med 4 invånare per kvadratkilometer.